# Acide perfluorosulfonique

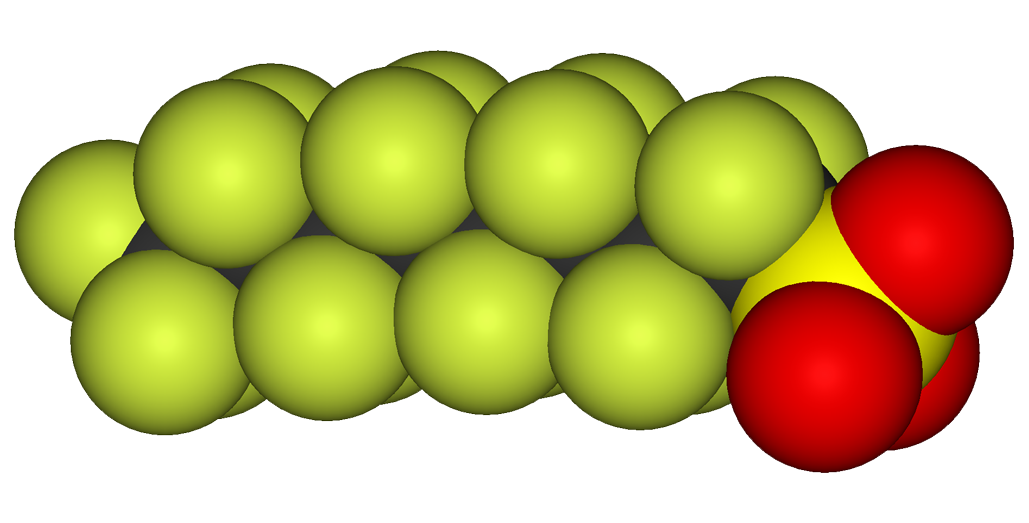
Anion perfluorooctanesulfonate.

Les acides perfluorosulfoniques, ou PFSA, sont des composés chimiques de formule générale CnF2n+1SO3H, qui font donc partie des substances per- et polyfluoroalkylées (PFAS). Le plus simple de ces composés organofluorés est l'acide trifluorométhanesulfonique CF3SO3H, ou acide triflique. Les membres de la série qui contiennent au moins six atomes de carbone perfluorés, ce qui correspond à l'acide perfluorohexanesulfonique (en) CF3(CF2)5SO3H, sont dits à chaîne longue.
Les acides perfluorosulfoniques sont des analogues des acides sulfoniques d'alcanes mais sont des acides plus forts de plusieurs unités de pKa ; avec un Ka valant 5 × 1014 et correspondant à un pKa de −14,7 ± 2,0, l'acide trifluorométhanesulfonique est ainsi qualifié de « superacide ». La chaîne latérale perfluorée de ces composés est de nature légèrement hydrophobe.
L'acide perfluorooctanesulfonique CF3(CF2)7SO3H est un tensioactif utilisé dans de nombreuses applications. C'est un perturbateur endocrinien et un polluant inscrit depuis 2009 à l'Annexe B de la Convention de Stockholm sur les polluants organiques persistants (POP) ; il est également visé par la réglementation de l'Union européenne relative aux POP. Une recommandation pour un traitement semblable de l'acide perfluorohexanesulfonique (en) CF3(CF2)5SO3H a été émise en 2019 dans le cadre de la Convention de Stockholm. En 2022, la Conférence des Parties a décidé d'inscrire le PFHxS à l'annexe A de la Convention.
Le tableau suivant liste les dix premiers termes de la série :
| Acide                           | Abréviation | Formule chimique | Masse molaire | N° CAS.    |
| ------------------------------- | ----------- | ---------------- | ------------- | ---------- |
| Trifluorométhanesulfonique      | TFMS        | CF3SO3H          | 150,07 g/mol  | 1493-13-6  |
| Pentafluoroéthanesulfonique     | PFES        | CF3CF2SO3H       | 200,08 g/mol  | 354-88-1   |
| Perfluoropropanesulfonique (en) | PFPrS       | CF3(CF2)2SO3H    | 250,09 g/mol  | 423-41-6   |
| Perfluorobutanesulfonique       | PFBS        | CF3(CF2)3SO3H    | 300,10 g/mol  | 375-73-5   |
| Perfluoropentanesulfonique      | PFPS        | CF3(CF2)4SO3H    | 350,11 g/mol  | 2706-91-4  |
| Perfluorohexanesulfonique (en)  | PFHxS       | CF3(CF2)5SO3H    | 400,12 g/mol  | 355-46-4   |
| Perfluoroheptanesulfonique      | PFHpS       | CF3(CF2)6SO3H    | 450,12 g/mol  | 375-92-8   |
| Perfluorooctanesulfonique       | PFOS        | CF3(CF2)7SO3H    | 500,13 g/mol  | 1763-23-1  |
| Perfluorononanesulfonique       | PFNS        | CF3(CF2)8SO3H    | 550,14 g/mol  | 68259-12-1 |
| Perfluorodecanesulfonique       | PFDS        | CF3(CF2)9SO3H    | 600,15 g/mol  | 335-77-3   |